# Skelani
Skelani (en serbe cyrillique : Скелани) est un village de Bosnie-Herzégovine. Il est situé dans la municipalité de Srebrenica et dans la république serbe de Bosnie. Selon les premiers résultats du recensement bosnien de 2013, il compte 893 habitants.

## Géographie
Skelani est située sur les bords de la Drina.

## Démographie

### Évolution historique de la population dans la localité
| 1948 | 1953 | 1961 | 1971 | 1981 | 1991  | 2013 |
| ---- | ---- | ---- | ---- | ---- | ----- | ---- |
| -    | -    | 511  | 694  | 935  | 1 123 | 893  |

|  |

### Communauté locale
En 1991, la communauté locale de Skelani comptait 4 283 habitants, répartis de la manière suivante :